# Peridroma carbonifera
Peridroma carbonifera là một loài bướm đêm trong họ Noctuidae.